# Воликовская, Ирина Ивановна
Ярина (Ирина) Ивановна Воликовская (урож. Оринка Подопригора; 5 мая (22 апреля) 1902, Засулье (теперь в составе Ромен) — 31 января 1979, Одесса) — украинская артистка оперы (лирико-драматическое сопрано широкого диапазона). Народная артистка УССР (1941).

## Биография
В 1928 окончила Государственный музыкально-драматический институт имени Н. В. Лысенко (класс А. А. Муравьевой) в Киеве. Сценическую деятельность начала в 1918 году в Музыкально-драматическом театре в Ромнах. Брала уроки сценического мастерства у Панаса Саксаганского. С 1929 пела в Киевском, затем в Харьковском оперных театрах. В 1935—1936 годах выступала в Большом театре (Москва), а в период с 1941—1944 — в Театре оперы и балета им. Абая (Алма-Ата). Большую часть партий исполнила в Одесском театре оперы и балета. Пела в дуэте со своим мужем — заслуженным артистом РСФСР Сергеем Данченко.
В 1957 году оставила сцену. Ушла из жизни в 1979 году.
В её честь и в честь дирижёра Андрея Воликовского в Ромнах улица Ворошилова переименована на улицу Воликовских.

## Партии
- Лиза — «Винова краля»
- Лушка — «Поднятая целина»
- Аида — «Аида» Верди,
- Мирослава — «Золотой обруч» Лятошинского,
- Наталка — «Наталка Полтавка» Лысенко,
- Дарья, Оксана — «Запорожец за Дунаем» Гулака-Артемовского,
- Татьяна — «Евгений Онегин» Чайковского,
- Ярославна — «Князь Игорь» Бородина,
- Татьяна, Мария — «Евгений Онегин», «Мазепа» П. Чайковского,
- Баттерфляй — «Мадам Баттерфляй» Дж. Пуччини.

## Награды
- 1940 — заслуженная артистка Украинской ССР
- 1941 — народная артистка УССР